# Dina Shihabi
Dina Shihabi (em árabe: دينا الشهابي ; nascida em 21 de setembro de 1989) é uma atriz saudita que trabalha nos Estados Unidos.

## Vida pessoal
Dina nasceu em Riade, na Arábia Saudita, e foi criada na Arábia Saudita, Beirute e Dubai. Sua família é de origem árabe e europeia. Ela descreveu sua origem multiétnica: "Eu me considero árabe-europeia porque meu pai, Ali Shihabi, é meio saudita, meio norueguês, e minha mãe, Nadia, é meio palestina, meio alemã e haitiana, mas foi criada na França." O pai de Shihabi é um comentarista de política saudita e ex-banqueiro.

## Carreira
Aos 11 anos, ela começou a ter aulas de dança com Sharmila Kamte,  uma renomada professora de dança no Dubai Community Theatre and Arts Centre Chaloub Studio, conhecida como a "rainha da dança" dos Emirados Árabes Unidos. Ela se tornou membro de sua equipe de dança profissional moderna.[carece de fontes?]
Em Dubai, ela estudou na Al Mawakeb School, na Emirates International School e na Dubai American Academy. Shihabi atuou em inúmeras peças escolares e foi incentivada por sua professora,  Nancy Mock, a seguir a carreira de atriz. 
Aos 18 anos, a atriz semudou para Nova Iorque em 2007 e começou a seguir carreira como atriz; isso se tornou uma profissão de tempo integral para ela em 2010. Ela frequentou a Academia de Artes Dramáticas por dois anos. Em 2011, ela foi aceita na Juilliard e no programa de pós-graduação da NYU Tisch School for the Arts. Ela é a primeira mulher nascida no Oriente Médio a ser aceita nos dois programas de graduação, bem como a primeira mulher da Arábia Saudita aceita nessas instituições.
Em fevereiro de 2019, foi anunciado que Shihabi foi escalada para o papel principal de Dig 301 na segunda temporada da série de ficção científica da Netflix, Altered Carbon.

## Filmografia
| Ano  | Título             | Papel                        | Notas                               |
| ---- | ------------------ | ---------------------------- | ----------------------------------- |
| 2011 | David              | Aishah                       | [ 14 ]                              |
| 2013 | Ben                |                              |                                     |
| 2014 | Amira & Sam        | Amira Jafari                 | Shihabi's first major role          |
| 2015 | Cigarette Soup     |                              |                                     |
| 2016 | Cul-de-Sac         |                              |                                     |
| 2016 | Madam Secretary    | Hijriyyah Al Bouri           |                                     |
| 2017 | Cherry Pop         |                              |                                     |
| 2018 | Daredevil          | Neda Kazemi                  | Episódios: "Resurrection"; "Please" |
| 2018 | Jack Ryan          | Hanin Suleiman               | Papel principal (1° temporada)      |
| 2019 | Ramy               | Nour                         | Episódio: "Between the Toes"        |
| 2020 | Altered Carbon     | Dig 301                      | Elenco principal                    |
| 2022 | Archive 81         | Melody Pendras               | Elenco principal                    |
| 2022 | These Are the Ways | Anthony Kiedis's baby mother | Videoclipe                          |
| 2023 | Catching Dust      | Amaya                        |                                     |
| 2023 | Ghosts of Beirut   | Lena                         | Séries para Showtime                |
| 2023 | Painkiller         | Britt Hufford                | Minissérie                          |
| 2024 | Accused            | Jordan                       | Episódio: "Val's Story"             |